# Antiochos von Orestis
Antiochos (altgriechisch Ἀντίοχος) war ein Fürst der obermakedonischen Landschaft Orestis im 5. vorchristlichen Jahrhundert.
Der von Thukydides 2, 80, 6 als „König“ (ἐβασίλευεν) bezeichnete Antiochos entsandte 429 v. Chr. eintausend Krieger zur Unterstützung Spartas bei der Belagerung von Plataiai.
Antiochos ist der einzig namentlich bekannte Fürst von Orestis. Karl Julius Beloch rechnete ihm Sirras als einen Sohn zu, doch ist diese Annahme in der Geschichtsforschung nicht unumstritten.